# Esperanza (Sultán Kudarat)
Esperanza es un municipio filipino de primera categoría, situado al sur de la isla de Mindanao. Forma parte de la provincia de Sultán Kudarat situada en la Región Administrativa de Soccsksargen también denominada Región XII. Para las elecciones está encuadrado en el Segundo Distrito Electoral de esta provincia.

## Geografía

### Barrios
El municipio  de Esperanza  se divide, a los efectos administrativos, en 19 barangayes o barrios, conforme a la siguiente relación:
| - Ala - Daladap - Dukay - Guiamalia | - Ilian - Kangkong - Margues - Nuevo Panay | - Numo - Pamantingán - Poblacián - Sagasa | - Salabaca - Villamor - Laguinding - Magsaysay | - Paitán - Saliao - Salumping |  |

## Historia
Se cree que el primer bebé nacido en este lugar fue  una niña a quien los primeros colonos pusieron por nombre Esperanza, con la previsión de que con el nacimiento del niño, el nombre por sí solo podría inspirar a la venida de la paz, la unidad y la prosperidad a los colonos.

### Influencia española
Este territorio formaba parte de la Capitanía General de Filipinas (1520-1898).
Hacia 1696 el capitán Rodríguez de Figueroa obtiene del gobierno español el derecho exclusivo de colonizar Mindanao.
El 1 de febrero de este año parte de Iloilo alcanzando la desembocadura del Río Grande de Mindanao, en lo que hoy se conoce como la ciudad de Cotabato.

### Independencia
En 1952, un grupo de pobladores cristianos estableció un asentamiento en Villamor dentro del distrito municipal de  Dulawan (hoy Datu Piang).
En 1953,  Silverio África solicitó  para el sitio de Esperanza obtuviera la condición de barrio con la aprobación expresa de Datu Into Saliao. 
Objetivo conseguido tras la construcción de la carretera  Nacional de Cotabato a General Santos.
En 1956 Datu Into Saliao reparte tierras y por esta benevolencia filantrópica, la gente de todas las clases sociales acudieron a su barrio, de modo que las viviendas se multiplicaron de modo que  el barrio de Esperanza va creciendo.
El 22 de noviembre de 1972 los barrios de Ala, Banaba, Daladap, Ducay, Esperanza, Guimalia, Ilian, Kamasi, Kangkong, Kauran, Kayakaya, Maranding, Mao, Margues, Matagobong, New Panay, Numo, Pamadtingan, Sugasa, Salabaca, Saniag, Sugadol, Talisawa, Tomicor, Tubak, Tukanalogong y de Villamor, hasta entonces pertenecientes al municipio de Ampatuan, en la provincia de Maguindanao, quedan segregados  para formar un nuevo municipio denominado  Esperanza., que pasa a formar parte de esta  provincia de Sultán Kudarat. Como sede del ayuntamiento se señala el barrio de Esperanza.